# V476 Андромеды
V476 Андромеды (лат. V476 Andromedae) — одиночная переменная звезда в созвездии Андромеды на расстоянии приблизительно 607 световых лет (около 186 парсеков) от Солнца. Видимая звёздная величина звезды — от +10,25m до +9,93m.

## Характеристики
V476 Андромеды — жёлтая эруптивная переменная звезда типа RS Гончих Псов (RS) спектрального класса G0. Радиус — около 1,88 солнечного, светимость — около 3,012 солнечных. Эффективная температура — около 5539 K.